# Coppa delle Nazioni 2013 (hockey su pista)
La Coppa delle Nazioni 2013 è stata la 65ª edizione dell'omonima competizione di hockey su pista. Il torneo, organizzato dal Montreux Hockey Club, ha avuto luogo tra il 27 e il 31 marzo 2013.
Il trofeo è stato conquistato dal Portogallo per la diciassettesima volta nella sua storia.

## Prima fase

### Girone A
| Squadra  | Pt | G | V | N | P | GF | GS | DG |
| -------- | -- | - | - | - | - | -- | -- | -- |
| Angola   | 9  | 3 | 3 | 0 | 0 | 11 | 5  | +6 |
| Germania | 4  | 3 | 1 | 1 | 1 | 7  | 8  | -1 |
| Francia  | 2  | 3 | 0 | 2 | 1 | 5  | 8  | -3 |
| Svizzera | 1  | 3 | 0 | 1 | 2 | 8  | 10 | -2 |

| Montreux 27 marzo 2013 | Germania | 0 – 2 | Angola | Salle du Pierrier |

| Montreux 27 marzo 2013 | Svizzera | 1 – 1 | Francia | Salle du Pierrier |

| Montreux 28 marzo 2013 | Svizzera | 3 – 4 | Germania | Salle du Pierrier |

| Montreux 28 marzo 2013 | Francia | 1 – 4 | Angola | Salle du Pierrier |

| Montreux 29 marzo 2013 | Germania | 3 – 3 | Francia | Salle du Pierrier |

| Montreux 29 marzo 2013 | Svizzera | 4 – 5 | Angola | Salle du Pierrier |

### Girone B
| Squadra    | Pt | G | V | N | P | GF | GS | DG  |
| ---------- | -- | - | - | - | - | -- | -- | --- |
| Spagna     | 9  | 3 | 3 | 0 | 0 | 16 | 7  | +9  |
| Portogallo | 6  | 3 | 2 | 0 | 1 | 27 | 8  | +19 |
| Brasile    | 3  | 3 | 1 | 0 | 2 | 7  | 23 | -16 |
| Montreux   | 0  | 3 | 0 | 0 | 3 | 3  | 15 | -12 |

| Montreux 27 marzo 2013 | Spagna | 7 – 1 | Brasile | Salle du Pierrier |

| Montreux 27 marzo 2013 | Montreux | 1 – 7 | Portogallo | Salle du Pierrier |

| Montreux 28 marzo 2013 | Montreux | 2 – 4 | Spagna | Salle du Pierrier |

| Montreux 28 marzo 2013 | Portogallo | 16 – 2 | Brasile | Salle du Pierrier |

| Montreux 29 marzo 2013 | Montreux | 0 – 4 | Brasile | Salle du Pierrier |

| Montreux 29 marzo 2013 | Portogallo | 4 – 5 | Spagna | Salle du Pierrier |

## Fase finale

### Tabellone 1º - 4º posto
|  | Semifinali | Semifinali | Semifinali |        |            | Finale 1º posto | Finale 1º posto | Finale 1º posto |  |
|  |            |            |            |        |            |                 |                 |                 |  |
|  | Angola     | Angola     | 1          |        |            |                 |                 |                 |  |
|  | Angola     | Angola     | 1          |        |            |                 |                 |                 |  |
|  | Portogallo | Portogallo | 7          |        |            |                 |                 |                 |  |
|  | Portogallo | Portogallo | 7          |        | Portogallo | Portogallo      | 4(1)            |                 |  |
|  |            |            |            |        | Portogallo | Portogallo      | 4(1)            |                 |  |
|  |            |            | Spagna     | Spagna | 4(0)       |                 |                 |                 |  |
|  | Spagna     | Spagna     | Spagna     | Spagna | 4(0)       | 9               |                 |                 |  |
|  | Spagna     | Spagna     |            |        |            | 9               |                 |                 |  |
|  | Germania   | Germania   | 5          |        |            | Finale 3º posto | Finale 3º posto | Finale 3º posto |  |
|  | Germania   | Germania   | 5          |        |            |                 |                 |                 |  |
|  |            |            |            |        |            |                 |                 |                 |  |
|  |            |            |            |        |            | Angola          | Angola          | 6               |  |
|  |            |            |            |        |            | Angola          | Angola          | 6               |  |
|  |            |            |            |        |            | Germania        | Germania        | 3               |  |

### Tabellone 5º - 8º posto
|  | Semifinali | Semifinali | Semifinali |         |         | Finale 5º posto | Finale 5º posto | Finale 5º posto |  |
|  |            |            |            |         |         |                 |                 |                 |  |
|  | Francia    | Francia    | 4          |         |         |                 |                 |                 |  |
|  | Francia    | Francia    | 4          |         |         |                 |                 |                 |  |
|  | Montreux   | Montreux   | 2          |         |         |                 |                 |                 |  |
|  | Montreux   | Montreux   | 2          |         | Francia | Francia         | 8               |                 |  |
|  |            |            |            |         | Francia | Francia         | 8               |                 |  |
|  |            |            | Brasile    | Brasile | 1       |                 |                 |                 |  |
|  | Brasile    | Brasile    | Brasile    | Brasile | 1       | 5               |                 |                 |  |
|  | Brasile    | Brasile    |            |         |         | 5               |                 |                 |  |
|  | Svizzera   | Svizzera   | 3          |         |         | Finale 7º posto | Finale 7º posto | Finale 7º posto |  |
|  | Svizzera   | Svizzera   | 3          |         |         |                 |                 |                 |  |
|  |            |            |            |         |         |                 |                 |                 |  |
|  |            |            |            |         |         | Montreux        | Montreux        | 4               |  |
|  |            |            |            |         |         | Montreux        | Montreux        | 4               |  |
|  |            |            |            |         |         | Svizzera        | Svizzera        | 3               |  |

## Classifica finale
| Pos | Squadre    |
| --- | ---------- |
| 1°  | Portogallo |
| 2°  | Spagna     |
| 3°  | Angola     |
| 4°  | Germania   |
| 5°  | Francia    |
| 6°  | Brasile    |
| 7°  | Montreux   |
| 8°  | Svizzera   |